# Muhammad Nádir Šáh
Muhammad Nadir Šáh (9. dubna 1883 – 8. listopadu 1933) byl králem Afghánistánu od října 1929 do spáchání atentátu v listopadu 1933. Předtím sloužil jako ministr obrany, afghánský velvyslanec ve Francii a jako generál afghánské armády. On a jeho syn Muhammad Záhir Šáh, který po něm nastoupil na trůn, byli členy Musahibanu, afghánské dynastie v letech 1929 až 1978.

## Život
Nadir Khan se narodil 9. dubna 1883 v Dehradunu, v tehdejší Britské Indii, do afghánské královské rodiny. Jeho otec byl Muhammad Yusuf Khan a jeho matka Šaraf Sultana Hukumat Begum. Jeho dědeček z otcovy strany byl Yahya Khan a jeho pradědeček byl Sultan Muhammad Khan Telayee, bratr Dost Muhammad Khana. Nadirovi předci byli vyhoštěni z Britské Indie králem Abdurrahman Chánem v době, kdy se dostal k moci. Ten poté nařídil, že za žádných okolností nesmí být žádný z korunních princů na území království. V roce 1901 zemřel a novým králem se stal Habibullah Khan. V roce 1912 Nadir vypomáhal afghánskému parlamentu při potlačení Chóstské rebelie. Oproti svému otci byl Habibullah velmi slabý a více jej zajímalo rybaření. Při návštěvě Britské Indie se oženil s Nadirovou sestrou; v této době se celá rodina přestěhovala do Afghánistánu. Nadir se stal ministrem obrany, zatímco se Amanulláh snažil stát se králem. Nadir a jeho bratři hráli klíčovou roli při destabilizaci vlády a začali podporovat Habibullaha.

## Cesta k moci
Po svém působení v Indii odešel Nadir do Afghánistánu, zatímco jeho dědovi Muhammadu Yahyovi Britové povolili návrat zpět do vlasti. Později se stal generálem pod vládou králem Amanullaha Khana a vedl afghánskou národní armádu ve třetí anglo-afghánské válce. Po válce se stal mistrem obrany a v letech 1924–1926 působil také jako velvyslanec ve Francii.
Poté, co se pár paštúnských kmenů a tádžická armáda Habibullaha Kalakani vzbouřili a napadli monarchii, byl Nadir Khan poslán do exilu, jelikož s králem nesouhlasil v jeho krocích. Po svržení Amanullahovy dynastie z trůnu novým králem Habibullahem se vrátil zpět do Afghánistánu spolu se svou armádou. V říjnu 1929 jeho jednotky obsadily Kábul a střežily, dokud Nadir o dva týdny později nedorazil. Zajal rodinu Kalakani a dal vládce v listopadu 1929 spolu s bratry a dalšími devíti členy rodiny zastřelit u západní zdi královského paláce.

### Král Afghánistánu
Jako král Afghánistánu velmi rychle zrušil většinu reforem Amanullaha, ale navzdory jeho snahám obnovit armádu, která právě potlačovala povstání, jeho moc byla slabá a naopak moc náboženských a kmenových vůdců sílila. Nadir musel čelit několika povstáním, včetně revolty v Koh Daman (29.–30. června), povstání kmene Shinwari (únor 1930), tažení proti Ibrahimu Beyovi (listopad 1930 – květen 1931), hrozba Ghilzai (1931), revolta v Darre Khel (listopad 1932) a šarvátky v městě Chóst. Ve stejném roce překročila hranice sovětská armáda, pronásledující uzbeckého vůdce, jehož síly napadaly Sověty z jeho svatyně v Afghánistánu. Afghánská armáda ho v dubnu roku 1930 vytlačila zpět na sovětskou stranu hranice a na konci roku 1931 byla většina povstání potlačena.
Nadir Khan jmenoval vládu s deseti členy, většinou členy jeho rodiny, a v září roku 1930 svolal zasedání paštúnského tradičního parlamentu, které oficiálně potvrdilo jeho nástup na trůn. V roce 1931 vyhlásil v zemi novou konstituční monarchii, která se sice tvářila jako konstituční monarchie, ve skutečnosti to však byla králova oligarchie a podíl veřejnosti na politice byla jen iluze.
I když se Nadir snažil uklidnit náboženské skupiny ústavním důrazem na principy islámské ortodoxie, podnikl také řadu kroků k modernizaci Afghánistánu, i když ne tak nápadných, jako jeho předchůdce Amanullah. Nechal opravit hlavní dopravní cesty, především dálnici na severu země, která vede před Hindúkúš, a v roce 1931 pomohl k založení první univerzity na území země. Nicméně tato univerzita (dnes známá jako Kábulská univerzita) přijímala studenty až od roku 1932. Navázal obchodní vztahy s těmi zeměmi, s nimiž Amanullah navázal diplomatické vztahy po roce 1920 a s pomocí významných podnikatelů založil bankovní systém a dlouhodobé ekonomické plánování. Snahy o obnovení armády neměly okamžitý úspěch; ale v době jeho úmrtí v roce 1933 měla armáda 40 tisíc mužů.

## Atentát
8. listopadu 1933 Nadir Khan navštívil střední školu, kde ho během maturitního ceremoniálu zastřelil Abdul Khaliqem. Abdul, původem Hazár, byl okamžitě zatčen a odsouzen k trestu smrti spolu se svými 16 příbuznými a údajnými komplici, včetně otce a strýce. Poprava byla veřejná, samotný Khaliq byl rozčtvrcen, ostatní odsouzené čekalo oběšení.